# Colloque de Poissy
Le colloque de Poissy est une conférence religieuse qui s’est tenue du 9 septembre au 14 octobre 1561 dans le prieuré royal Saint-Louis de Poissy.
En vue de maintenir la paix religieuse en France, la reine mère Catherine de Médicis tente d’effectuer un rapprochement entre catholiques et protestants, en réunissant quarante-six prélats catholiques, douze ministres du culte protestant et une quarantaine de théologiens. Malgré l'échec du colloque, Catherine de Médicis fait signer en janvier 1562 un édit de tolérance, l'édit de janvier, mais ne peut empêcher le massacre de Wassy, qui marque, le 1er mars 1562, le début de la première guerre de Religion en France. Ce colloque est également un des facteurs qui contribue à relancer la troisième séance du concile de Trente et à l'installation des jésuites en France, introduits dans le royaume à l'occasion de cette conférence.

## Contexte

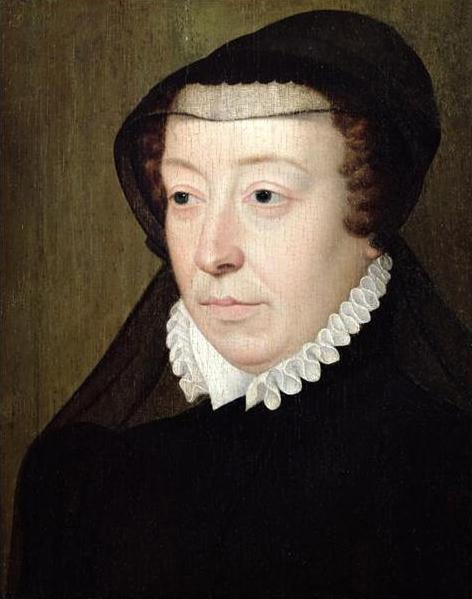
Catherine de Medicis, promotrice du colloque.

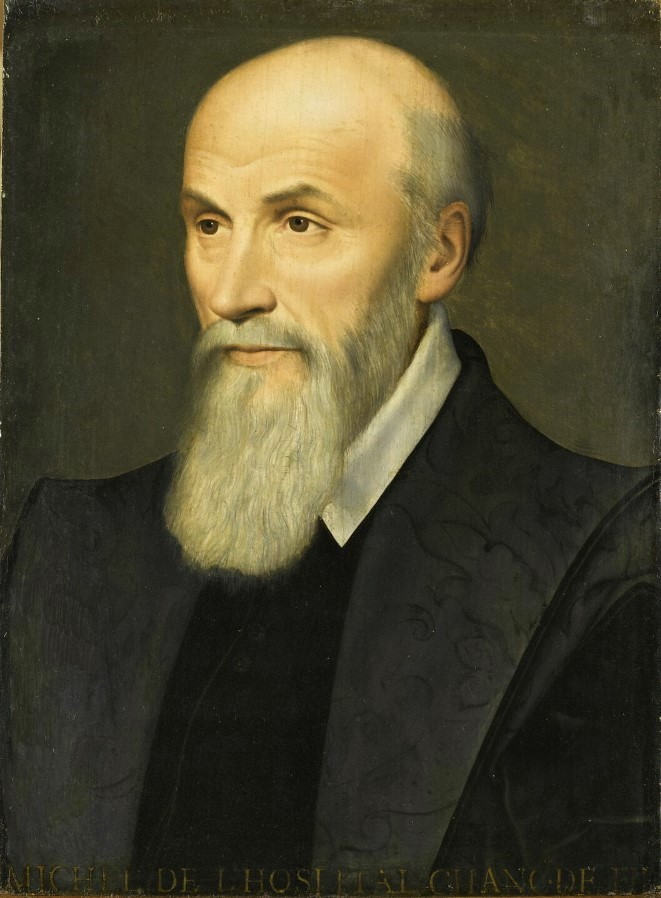
Michel de l'Hôpital, organisateur du colloque.

La rivalité entre les deux camps se caractérise par la mésentente sociale et les conflits politiques, telle la conjuration d'Amboise. Bien que fort de moins d’un demi-million de partisans, le parti calviniste en France, sous la direction de plusieurs princes du sang royal et de membres de la haute noblesse, était puissant et se montrait turbulent. La propagation du protestantisme et l’application de son principe fondamental du jugement privé avait produit de profondes différences de croyances. Une conférence de ce genre sur le libre arbitre, visant à les dissiper et à recréer l’unité, avait eu lieu à Weimar, en 1560, entre les luthériens Viktor Striegel et Matthias Flacius.
Alors que le règne de François II avait été caractérisé par une lutte ferme contre les huguenots, l'avènement de Charles IX, mineur, et la régence qui échoie à la reine mère Catherine de Médicis provoquent un changement majeur dans la politique royale. Cette dernière est persuadée que seule une politique de conciliation religieuse est susceptible de maintenir l'autorité du trône. Pour parvenir à ses fins, elle s'appuie sur son chancelier nouvellement nommé Michel de L'Hospital, adversaire résolu de la guerre et partisan d'une réconciliation, et sur le duc de Vendôme, lieutenant-général du royaume. Plusieurs édits de pacification se succèdent, le traité de Saint-Germain-en-Laye (31 juillet 1561) accorde une large amnistie, mais il manque encore de portée.
Michel de L'Hospital crée la surprise en appelant au rassemblement des théologiens des deux partis afin de faire s'accorder les doctrines. Sa proposition est acceptée par les protestants comme par les catholiques et la réunion, dénommée colloque est fixée à Poissy.
La désaffection à l'égard du Saint-Siège avait paralysé l'activité catholique. Bien que le concile de Trente ait été en session sous l’égide du pape Pie IV, des voix s'étaient élevées, y compris chez les évêques français, pour réclamer la convocation d'un synode national distinct. Catherine et ses conseillers choisirent, à la place, une conférence religieuse sous l'autorité du pouvoir civil. Le pape tenta d'empêcher ce qui, dans ces circonstances, devait être interprété par les catholiques, comme un affront à son autorité ecclésiastique.

## Participants
- Parti catholique

Le pape envoya comme légat Hippolyte d'Este, cardinal de Ferrare, accompagné de Jacques Lainez, deuxième Supérieur général des jésuites, comme conseiller, pour dissuader le régent et les évêques. Mais l’affaire était allée trop loin. Lors de la conférence, six cardinaux et trente-huit archevêques et évêques français, ainsi qu’une foule de prélats mineurs et de médecins, passèrent un mois en discussions avec les calvinistes.
- Parti calviniste

Théodore de Bèze assisté par Nicolas Des Gallars et Pierre Martyr Vermigli. Les théologiens allemands qui avaient été invités n’arrivèrent à Paris qu’une fois les discussions interrompues. Nicolas Des Gallars rédigea un rapport de la conférence, pour Edmund Grindal, alors évêque de Londres, où Des Gallars avait une église : A briefe rehearsal of the doings at Poyssye in Fraunce, London, 1561, in-16.

## Actes
Les représentants des confessions rivales commencèrent leurs plaidoiries, le 9 septembre. Le chancelier de L’Hôpital ouvrit la procédure, dans le réfectoire du prieuré, en présence du petit roi de France âgé de 11 ans, par un discours, qui insistait sur le droit et le devoir du monarque de subvenir aux besoins de l’Église. Même avec un conseil général en session, un colloque entre Français convoqué par le roi était le meilleur moyen de régler les différends religieux, car un conseil général essentiellement composé d’étrangers était incapable de comprendre les souhaits et les besoins de la France, mais les discussions qui se tinrent au colloque portèrent sur des controverses théologiques.

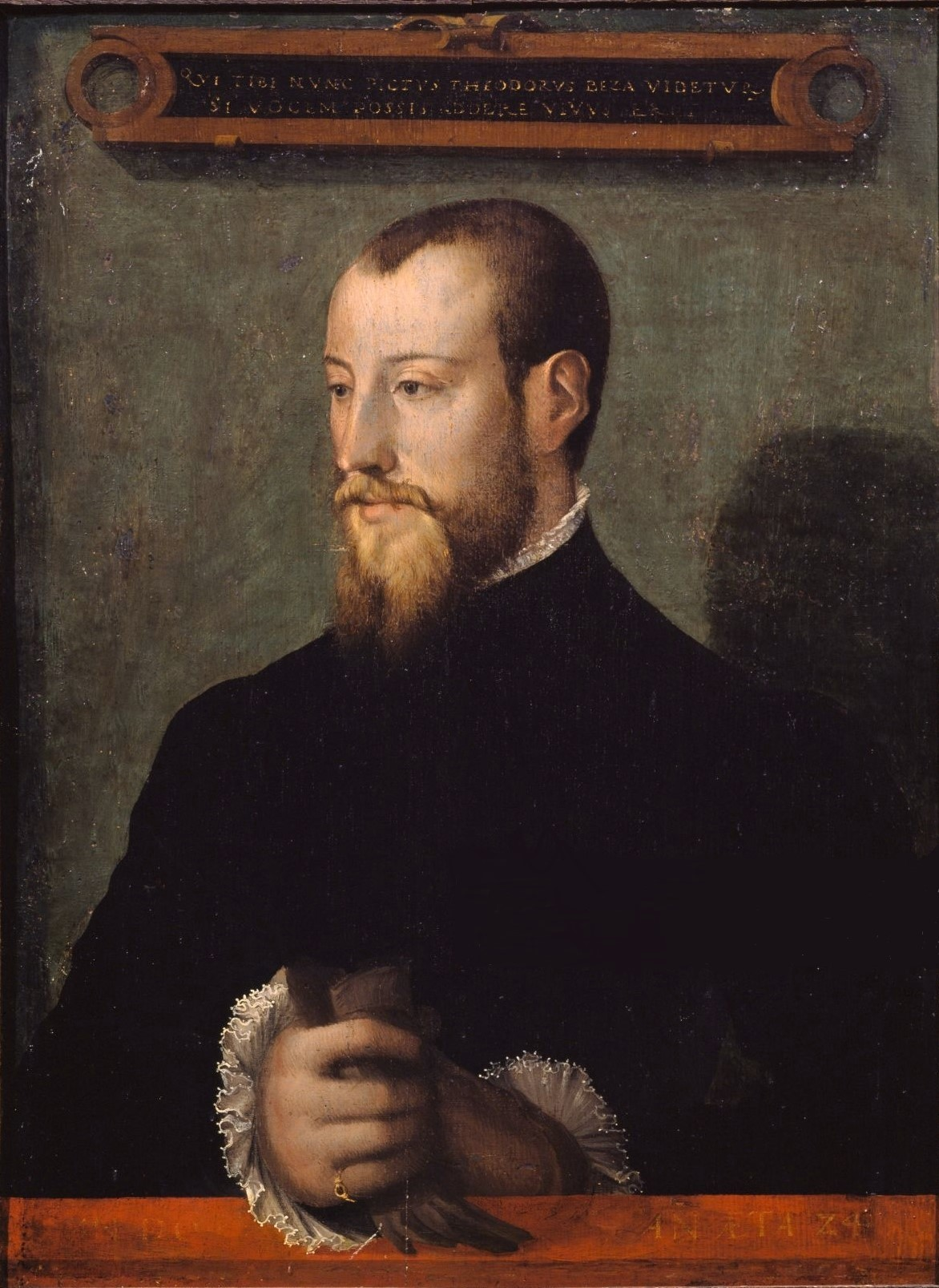
Théodore de Bèze, porte-parole de l’Église réformée.

Le porte-parole de l’Église réformée, Théodore de Bèze, donna, à la première session, un long exposé de la doctrine de l’Église réformée. Le cardinal de Lorraine ayant obtenu que le débat se concentre sur la nature de l’Eucharistie (transsubstantiation ou consubstantiation) : « Lors de cette célébration, comment le Christ manifeste-t-il sa présence ? », le discours de Bèze expliqua les principes de la conception réformée de l’Eucharistie, qui fut ensuite révisée et amendée, avant d’être publiée en France. Ses déclarations sur la communion (« le corps [du Christ] est éloigné du pain et du vin autant que le plus haut du ciel est éloigné de la terre ») suscitèrent un tel rejet qu’il fut interrompu par le cardinal de Tournon. Accusé de blasphème, Bèze acheva son discours dans la confusion…
Lors de la deuxième session, survenue le 16 septembre, le cardinal de Lorraine répondit en insistant sur la conception catholique de la présence réelle du Christ. Sur la motion du légat Hippolyte d’Este, exception fut prise sur le déroulement futur des négociations en plein conclave, et un comité de vingt-quatre représentants, douze de chaque parti, fut nommé, officiellement afin de faciliter l’obtention d’une décision satisfaisante.
Membre de la légation pontificale, Jacques Laynez fit ensuite valoir que le juge nommé par Dieu pour les controverses religieuses était le pape, et non la Cour de France. La vigueur avec laquelle il s’opposa aux protestants eut au moins le mérite de clarifier la situation.

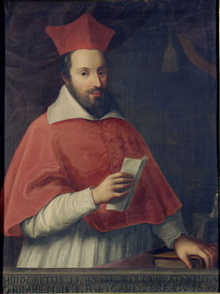
Le cardinal de Ferrare, légat du pape.

Catherine de Médicis nomma un comité restreint composé de cinq calvinistes et cinq catholiques ayant pour tâche de s’entendre sur une formule sur laquelle les deux partis religieux pourraient s’unir en ce qui concerne la question de l’Eucharistie. Au fur et à mesure des débats, le cardinal de Lorraine est prêt à plusieurs concessions et propose un compromis proche du texte luthérien de la confession d'Augsbourg, au sujet duquel calvinistes et luthériens ne parvenaient pas à s’entendre. Bèze ne veut voir dans ce texte de compromis qu'une manœuvre pour diviser les protestants. Le comité ayant rédigé une formule vague pouvant être interprétée dans un sens catholique ou calviniste, celle-ci fut, en conséquence, rejetée par les deux parties. C’est sur cette question que l’accord achoppera le 26 septembre. Les prélats assemblés refusèrent de la sanctionner, tandis que les calvinistes refusaient de signer la confession luthérienne. Malgré les tentatives de la reine mère pour relancer les débats, l'assemblée fut close le 9 octobre.

## Suites
Michel de L'Hospital tente alors de sauver la poursuite des négociations, en suggérant à la reine mère la tenue de délégations restreintes au château de Saint-Germain-en-Laye. Mais, le 14 octobre, l’assemblée se sépare sans avoir trouvé de compromis, la distance entre les deux doctrines paraissant irréconciliable. L’Église catholique n'est pas parvenue à faire adopter son compromis tandis que l’autorité royale n’a pas reconnu l’Église réformée.
En dépit de cet échec, les réformateurs considèrent le colloque comme une victoire pour leur camp : la Réforme autrefois clandestine devient une religion reconnue dont les représentants traitent d'égal à égal avec les prélats de l'Église catholique.
Par la suite il y eut des réunions à Altenbourg entre les théologiens d’Iéna et ceux de Wittemberg, sur le libre arbitre et la justification, ainsi qu’à Montbéliard entre Bèze et les théologiens de Tübingen, sur la prédestination.
François de Guise, le connétable de Montmorency et le maréchal de Saint-André, indignés par la liberté et la tolérance que l'on accorde aux réformés, jurèrent de défendre la religion catholique. L'évêque de Comminges Pierre d'Albret, opposé pendant le colloque au cardinal Odet de Coligny qui lui reprochait son intransigeance, entra peu après en conflit avec sa nièce Jeanne d'Albret, reine de Navarre convertie au protestantisme à Noël 1560, qui chercha à lui confisquer son évêché.

### Iconographie
- Le colloque de Poissy, tableau de Joseph-Nicolas Robert-Fleury conservé au musée Jean-Calvin de Noyon.